# Kantens

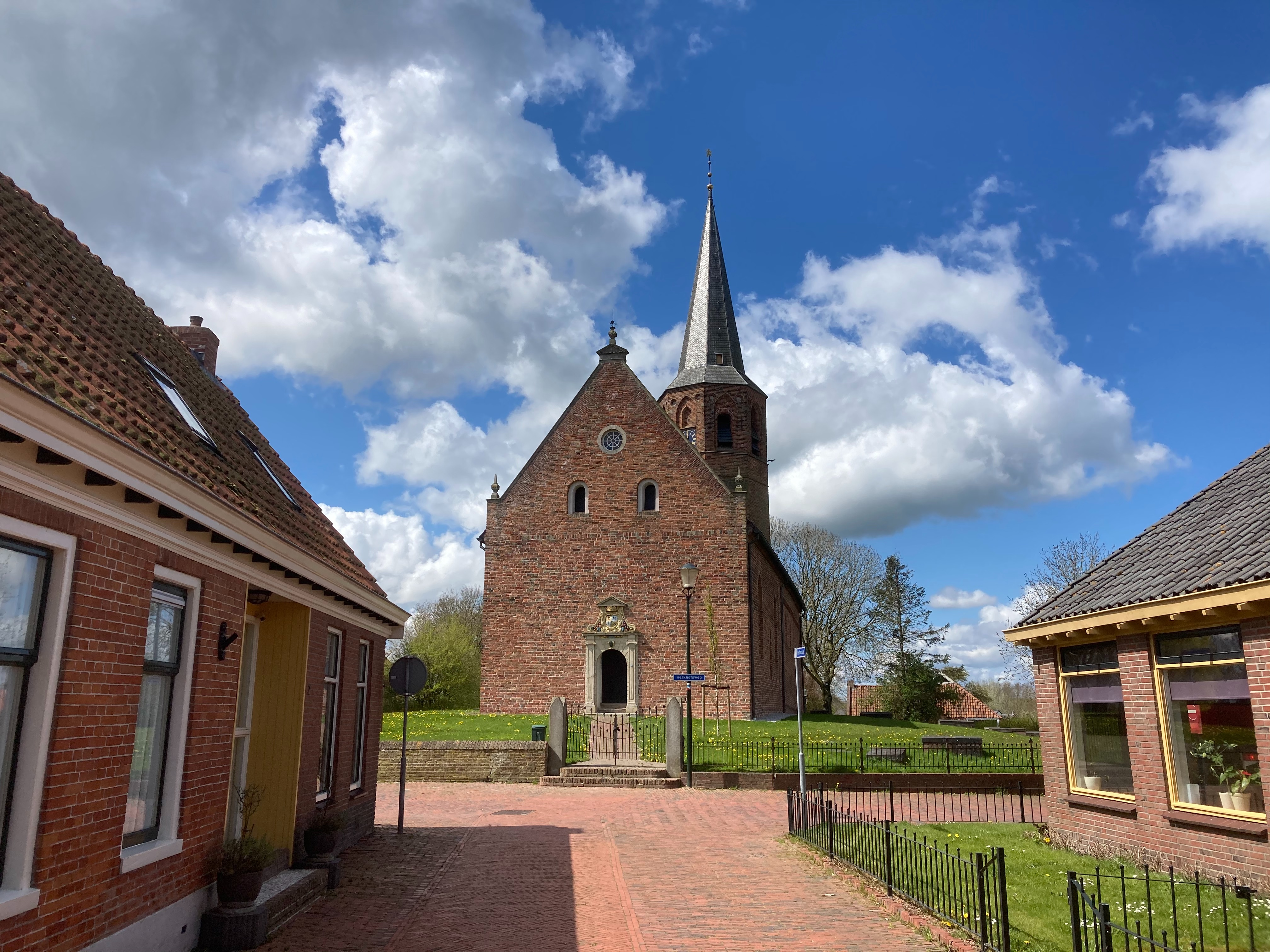
Kantens: la chiesa di San Vito o Hervormde Kerk

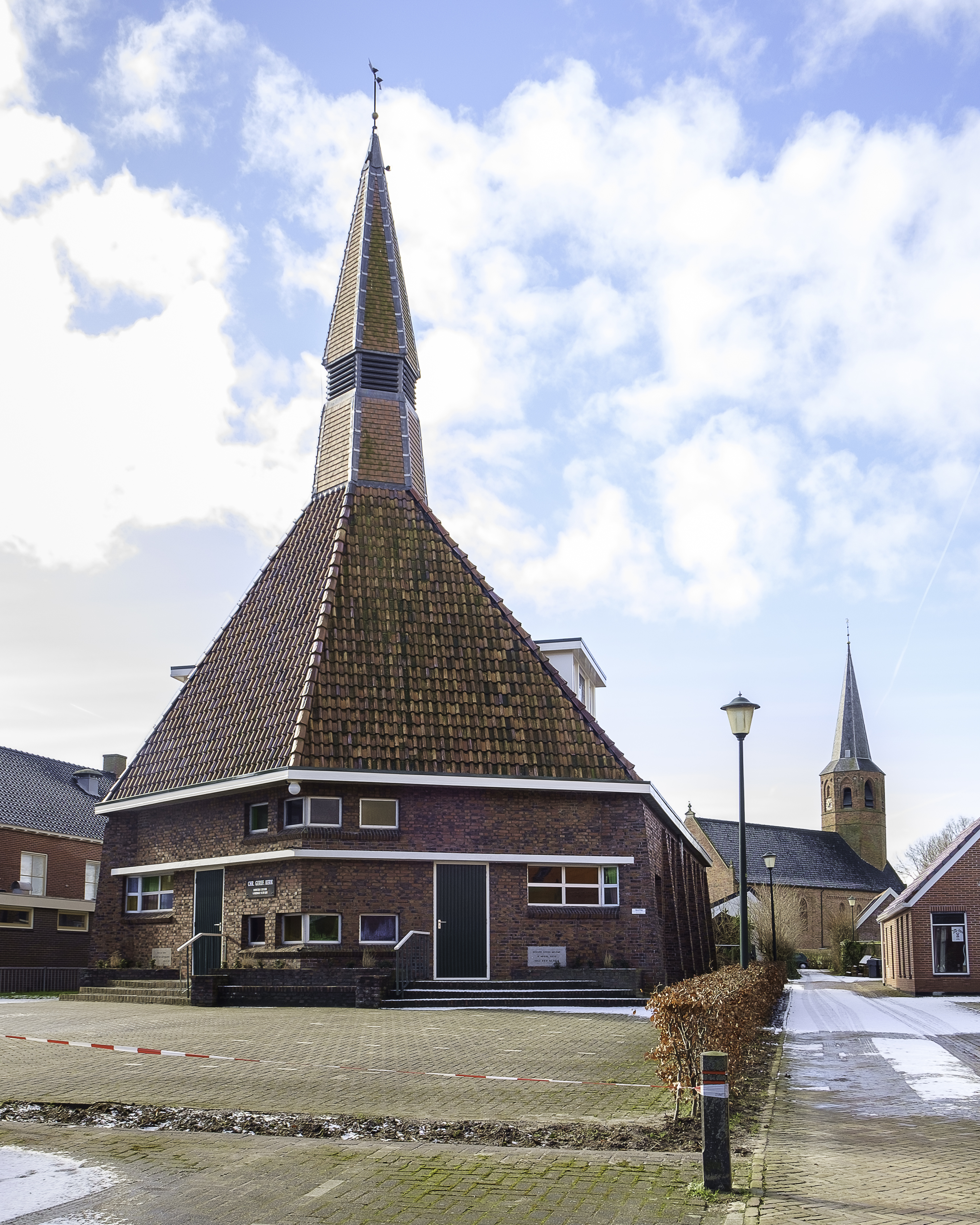
Kantens: la chiesa riformata (Gereformeerde Kerk)

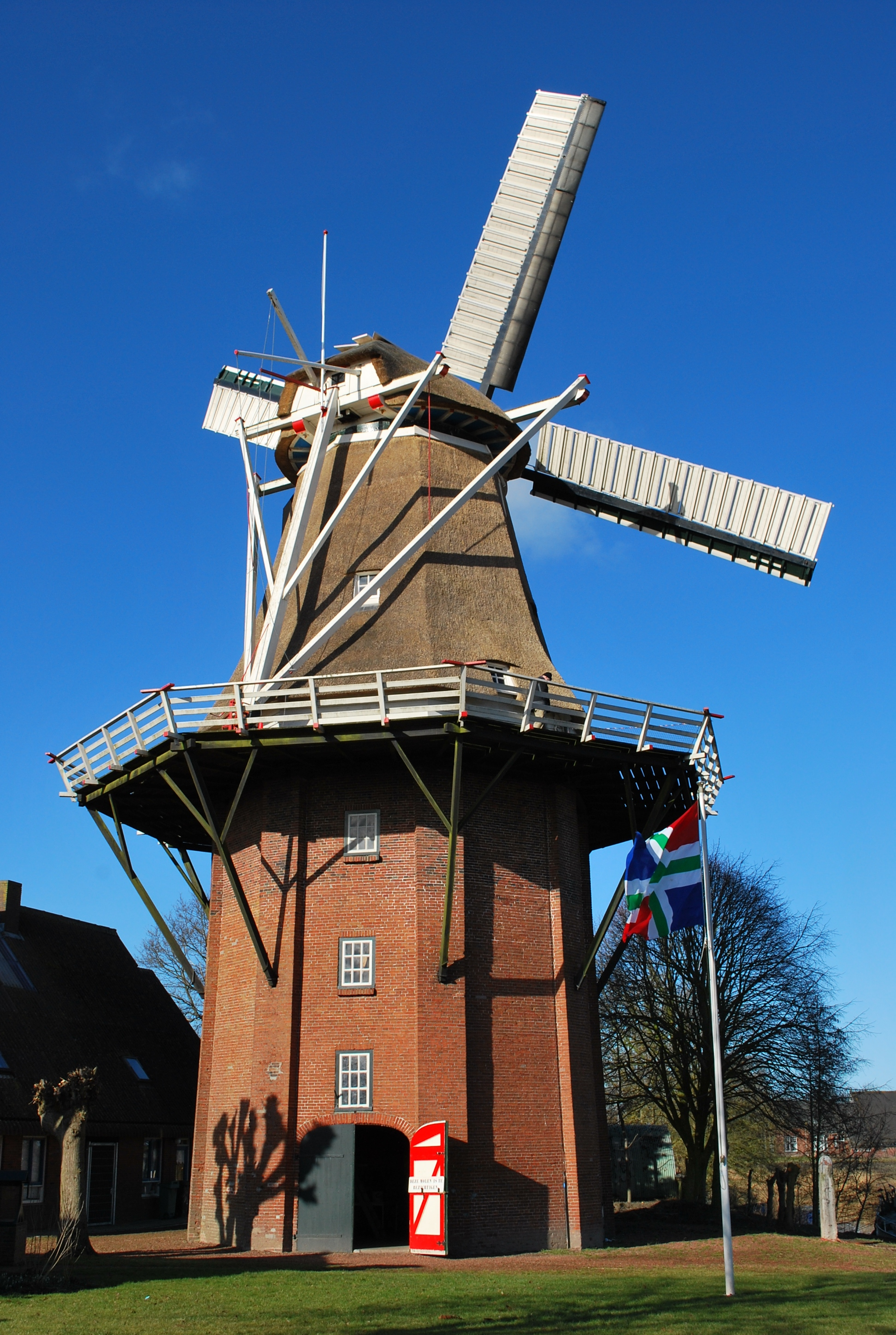
Kantens: il mulino "Grote Geert"

Kantens (Kannes in Gronings) è un villaggio (dorp) di circa 700 abitanti del nord-est dei Paesi Bassi, facente parte della  provincia di Groninga (Groningen) e situato nella regione di Hogeland.  Dal punto di vista amministrativo, si tratta di un ex-comune, dal 1990 inglobato lla  municipalità di Eemsmond, comune a sua volta inglobato nel 2019 nella municipalità di Het Hogeland.

## Geografia fisica
Kantens si trova nella parte nord-orientale della provincia di Groninga, a sud-ovest di Eemshaven e a sud-est di Warffum e a nord-ovest di Loppersum, tra le località di Usquert e Uithuizen e Middelstum (rispettivamente a sud delle prime due e a nord della seconda).
Il villaggio occupa un'area di 5,56 km², di cui 0,06 km² sono costituiti da acqua.

## Origini del nome
Il toponimo Kantens, attestato  anticamente come Cantenze (1326), Kantynse (1371), Kanthenze (1397), Kantinze (1400), Kanthens (1526), Cantes (1510) e  Cantens (1781), contiene, secondo un'ipotesi, il prenome Kanto o, secondo un'altra, il termine celtico cant, che signfica "bianco".

## Storia

### Simboli
Nello stemma di Kantens sono raffigurati cinque rombi di color nero su uno scudo bianco su sfondo blu: i rombi rappresentano i villaggi di Kantens, Zandeweer, Rottum, Stitswerd ef Eppenhuizen.

## Monumenti e luoghi d'interesse
Kantens conta 5 edifici classificati come rijksmonument.

### Architetture religiose

#### Chiesa di San Vito
Il più antico edificio religioso di Kantens è la chiesa di San Vito o Hervormde Kerk: situata lungo la Kerkhofsweg, le sue origini risalgono al XIII secolo, ma presenta una facciata parzialmente risalente al XVII secolo.

#### Christelijke Gereformeerde Kerk
Altro edificio religioso di Kantens è la Christelijke Gereformeerde Kerk ("chiesa cristiana riformata/protestante"), situata lungo la Langestraat e costruita nel 1931 su progetto dell'architetto B. Jager in sostituzione di un preesistente edificio demolito in quell'anno e che risaliva al 1918.

### Architetture civili

#### Ex-municipio
Sempre lungo la Langestraat si trova l'ex-municipio di Kantens, costruito nel 1915 su progetto dell'architetto A.L. van Wissen.

#### Mulino "Grote Geert"
Sempre lungo la Langestraat si trova poi il mulino "Grote Geert", un mulino a vento risalente al 1818  ricostruito nel 1852.

## Società

### Evoluzione demografica
Al censimento del 2022, Kantens contava una popolazione pari a 680 unità.
La popolazione al di sotto dei 16 anni era pari a 112 unità, mentre la popolazione dai 65 anni in su era pari a 114 unità.
La località ha conosciuto un progressivo decremento demografico a partire dal 2013, quando contava 776 abitanti.

## Geografia antropica

### Suddivisioni amministrative
buurtschappen
- Anderwereld (in parte)